# Pilipův dodatek
Tzv. Pilipův dodatek je zkrácené označení pro modifikaci Pravidel českého pravopisu z roku 1993. Vypracovala jej komise pověřených pracovníků Ústavu pro jazyk český a zástupců vysokých škol jako samostatný Dodatek k Pravidlům českého pravopisu, který byl stvrzen výnosem tehdejšího ministra školství Ivana Pilipa.
V české publicistice a politice se toto označení také používalo pro paragraf v novelizovaném obchodním zákoníku, kolem něhož se za dob bojů opoziční smlouvy se Čtyřkoalicí strhla v Parlamentu procedurální bitva.

## Pravidla z roku 1993
Pilipův dodatek byl reakcí na kontroverzi po vydání Pravidel českého pravopisu z roku 1993. Pravidla českého pravopisu z roku 1983 mimo jiné kodifikovala změny ve výslovnosti, čímž pokračovala v dlouhodobém trendu přizpůsobování pravopisu výslovnosti (především v cizích slovech). V češtině se tyto trendy datují už z doby habsburské monarchie. Nová Pravidla z roku 1993 přidala možnost psaní dalších z a navíc zavedla tam, kde nebylo vyslovováno v 1. pádě, např. kurz (došlo k připodobnění k výslovnosti v jiných pádech), případně to bylo původně ve spisovné výslovnosti nesprávné: např. diskuze či režizér. U slov, u nichž byla možnost psaní se z zakotvena už dlouhou dobu, byla varianta se z určena jako stylisticky neutrální.
Rovněž obsahovala zkrácení samohlásek ve slovech cizího původu motivované sjednocením neustáleného pravopisu (např. tachyon se psalo vždy s krátkým o), nově se tak podle původní verze Pravidel z roku 1993 mělo psát krátce např. citron, balkon, benzin, archiv. Takové změny vyvolaly živou kritickou diskuzi.

## Pilipův dodatek
Připomínky k pravopisným změnám byly projednány na konferenci, kterou na doporučení ministerstva školství zorganizoval Ústav pro jazyk český. V rámci dalších diskuzí komise pověřených pracovníků Ústavu pro jazyk český a zástupců vysokých škol vypracovala samostatný Dodatek, který byl stvrzen výnosem ministra školství Ivana Pilipa.
Dokument upozorňoval na to, že psaní „s“ a dlouhých samohlásek v případech, kdy Pravidla 1993 uvádějí jen „z“ a samohlásky krátké, je také správné. V některých typech případů označil dokonce původní pravopisnou podobu za základní (například u slov s příponou -ismus a u slov s dvojí spisovnou výslovností).
Tento výnos byl prohlášen za závazný pro školskou praxi. Ústav pro jazyk český jej přesto v pozdějších vydáních Pravidel nezapracoval do hesel slovníkové části, nýbrž jej pouze uvedl jako „Pravopisnou poznámku“ na konci knihy.